# Sathighar Bhagawati
Sathighar Bhagawati (nep. साठीघर भगवती) – gaun wikas samiti w środkowej części Nepalu w strefie Bagmati w dystrykcie Kavrepalanchok. Według nepalskiego spisu powszechnego z 2001 roku liczył on 608 gospodarstw domowych i 3111 mieszkańców (1570 kobiet i 1541 mężczyzn).